# 徐瑢教
徐 瑢教（ソ・ヨンギョ、朝鮮語: 서용교/徐瑢敎、1968年1月21日 - 2018年7月14日）は、大韓民国の政治家。第19代韓国国会議員。

## 経歴
慶尚南道密陽郡（現・密陽市）出身。トンイル中央初等学校、釜山西中学校、東天高等学校、ソウル大学校人文大学国史学科卒。
2007年の第17代大統領選挙の朴槿恵候補予備選挙陣営特別補佐官、ハンナラ党釜山市党常任副代弁人を経て、2012年の第19代総選挙にセヌリ党の公認で釜山南区乙選挙区から出馬して当選した。セヌリ党首席副代弁人、セヌリ党院内副代表を務めたほか、国会議員在任中は海洋産業クラスターの指定および育成などに関する特別法（通称・海洋クラスター法）の通過に向けて活動したことなどが知られている。2016年の第20代総選挙で落選した後、洪準杓体制で自由韓国党事務副総長を務めたが、後に党務監査に反対し辞任した。
2018年7月に持病であった血液のがんの闘病中に50歳で死去した。